# Nové Zámky (stacja kolejowa)
Nové Zámky – stacja kolejowa w Nowych Zamkach, w kraju nitrzańskim, na Słowacji. Znajduje się na linii kolejowej nr 130 Bratysława – Chľaba. Stanowi ważny węzeł komunikacji kolejowej w skali kraju. Inne linie kolejowe przechodzące przez stację to: 135 do Komárom, 140 do Prievidza, 150 do Zwolenia oraz 151 do Zlaté Moravce.